# 퓌줄리

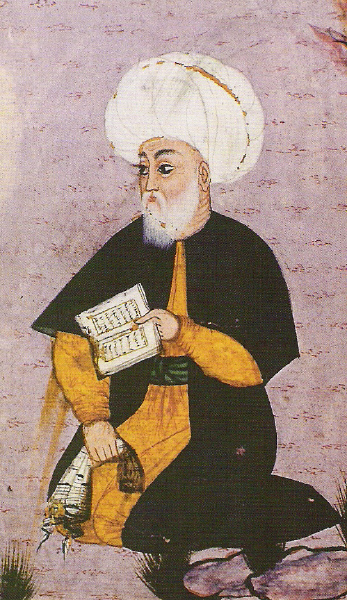
퓌줄리

퓌줄리(Fuzûlî, 1494년~1556년) 또는 푸줄리는 오구즈 투르크 바야트족 시인, 작가, 사상가인 무함마드 빈 쉴레이만의 아제르바이잔인 필명이다. 아제르바이잔 문학의 디완 전통에 대단한 기여를 한 사람들 가운데 한 명으로 간주되기도 하는 퓌줄리는 3개 언어로 시집(디완)을 써냈는데, 여기에는 아제르바이잔어, 페르시아어, 아랍어가 속한다. 수학과 천문학에도 능통하다.